# Acitretina

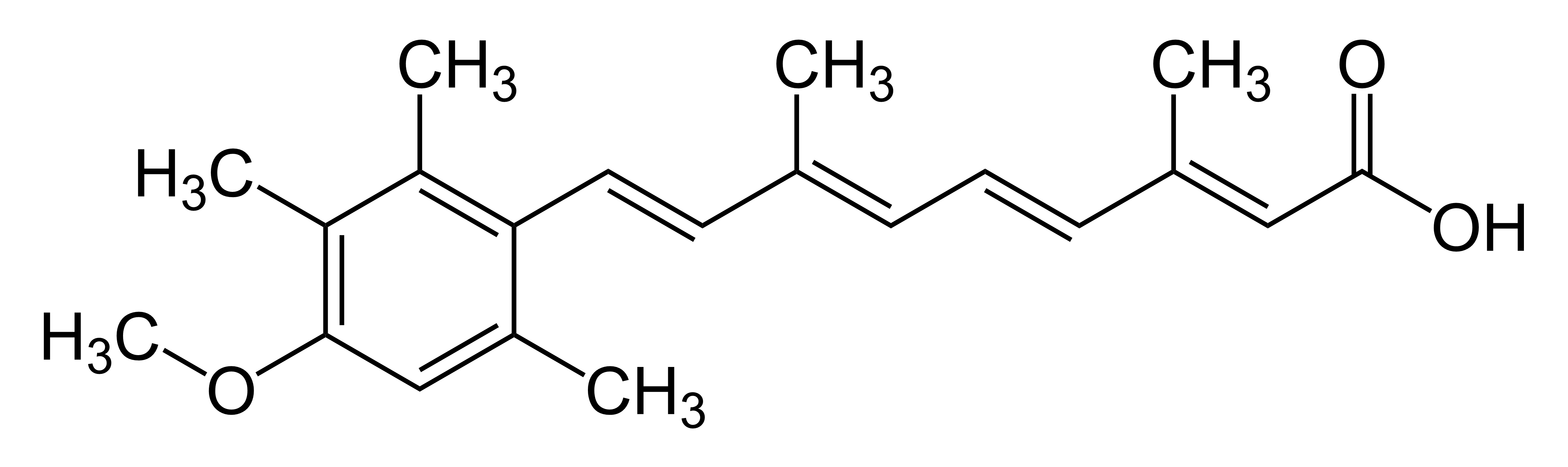
Acitretina

Acitretina é um fármaco, derivado da vitamina A que atua reduzindo a descamação da pele.
É utilizado no tratamento da psoríase, ictiose congênita, pitiríase rubra pilar, doença de Darier.
Antigamente era utilizado uma molécula menos especifica, chamada etretinato.
Na psoríase a melhor indicação é na no tipo palmo-plantar e psoríase das unhas. No tipo, psoríase em placas a resposta terapêutica não é tão boa. Trata-se do único medicamento para psoríase que não é imuno-modulador. Há diversos efeitos colaterais como fotosensibilidade, exigindo uso de fotoprotetor; ressecamentos, exigindo hidratantes e colírio nos olhos. Contraindicando em gestantes, pois efeito de deformidade ao feto pode durar três anos depois do término do tratamento com acitretina, também contra-indicado em pessoas com dislipidemia (colesterol e triglicérides aumentados).

## Contra indicações
- Gravidez.
- Mau funcionamento de rins e fígado
- Pacientes que utilizem vitamina A, ou tetraciclinas.
- Uso concomitante ao álcool.

## Nomes comerciais
- Neotigason®